# 柴田久
柴田 久（しばた ひさし、1963年（昭和38年）11月18日 - ）は、日本の実業家、銀行家。しずおかフィナンシャルグループ代表取締役社長を務める。

## 来歴・人物
静岡県静岡市出身。慶應義塾大学商学部卒。1986年に静岡銀行に入行し、理事経営企画部長や執行役員呉服町支店長を経て、2014年に取締役常務執行役員に昇進する。2017年に慶大の同窓でもある中西勝則の後任として、代表取締役頭取に就任する。2021年6月から1年間、全国地方銀行協会会長を務める。2022年10月、金融持株会社体制移行によりしずおかフィナンシャルグループ代表取締役社長となる。

## 経歴
- 1986年（昭和61）
  - 4月：静岡銀行入行
- 2003年（平成15年）
  - 1月：同本店営業部課長
- 2004年（平成16年）
  - 6月：全国地方銀行協会出向ビジネスプロフェッショナル兼経営企画部東京事務所ビジネスプロフェッショナル
- 2005年（平成17年）
  - 6月：静岡銀行経営企画部企画グループ長
- 2009年（平成21年）
  - 6月：同理事経営企画部長
- 2011年（平成23年）
  - 4月：同理事呉服町支店長
- 2011年（平成23年）
  - 6月：同執行役員呉服町支店長
- 2013年（平成25年）
  - 10月：同常務執行役員首都圏カンパニー長兼東京営業部長
- 2014年（平成26年）
  - 6月：同取締役常務執行役員
- 2017年（平成29年）
  - 6月：同代表取締役頭取
- 2022年（令和4年）
  - 10月：しずおかフィナンシャルグループ代表取締役社長、静岡銀行取締役

## 参考資料
- “第115期有価証券報告書” (PDF).   静岡銀行 (2021年3月31日). 2022年4月8日閲覧。